# Стражеско Микола Дмитрович
Мико́ла Дми́трович Страже́ско (17 [29] грудня 1876, Одеса, Херсонська губернія, Російська імперія — 27 червня 1952, Київ, Українська РСР, СРСР) — український терапевт, доктор медицини (з 1904 року), професор (з 1907 року), заслужений діяч науки УРСР (з 27 травня 1934 року), академік АН УРСР (з 1934 року), академік АН СРСР (з 1943 року), дійсний член АМН СРСР (з 1944 року), Герой Соціалістичної Праці (з 1947 року). Батько біохіміка Дмитра Миколайовича Стражеска.

## Біографія
Народився 1876 року в Одесі (нині Одеська область, Україна) в родині юриста. Середню освіту здобув в Одеській гімназії. У 1899 році з відзнакою закінчив Медичний факультет Київського імператорського університету Святого Володимира. Працював у Київській міській та Олександрівській лікарнях.
З 1902 року — у Військово-медичній академії в Санкт-Петербурзі. Тут під керівництвом академіка Івана Павлова провів експериментальні дослідження в галузі фізіології кишок, викладені в докторській дисертації в 1904 році.
З 1904 року — старший ординатор у терапевтичній клініці Київського університету Св. Володимира (тепер бульвар Тараса Шевченка, 17).
У 1907–1919 роках — професор Київського жіночого медичного інституту. Водночас у 1908–1919 роках — приват-доцент Київського університету Св. Володимира і в 1917–1919 роках — завідувач терапевтичного відділення Київської міської лікарні. У 1919–1922 роках — завідувач кафедри Новоросійського університету, з 1922 року — Київського медичного інституту. Керував клінічним відділенням Інституту експериментальної біології та патології, з 1934 року — Інституту клінічної фізіології АН УРСР.
У 1936–1941 роках — директор створеного ним Українського науково-дослідного інституту клінічної медицини. У роки німецько-радянської війни — консультант евакуаційних госпіталів, керував дослідженнями в Центральному госпіталі Радянської армії, вивчав проблему сепсису ран, розробляв нові засоби боротьби з ним.
Жив у Києві на Великій Підвальній вулиці, 5 (тепер Ярославів Вал), у 1943–1952 роках — на Володимирській вулиці, 48-а.

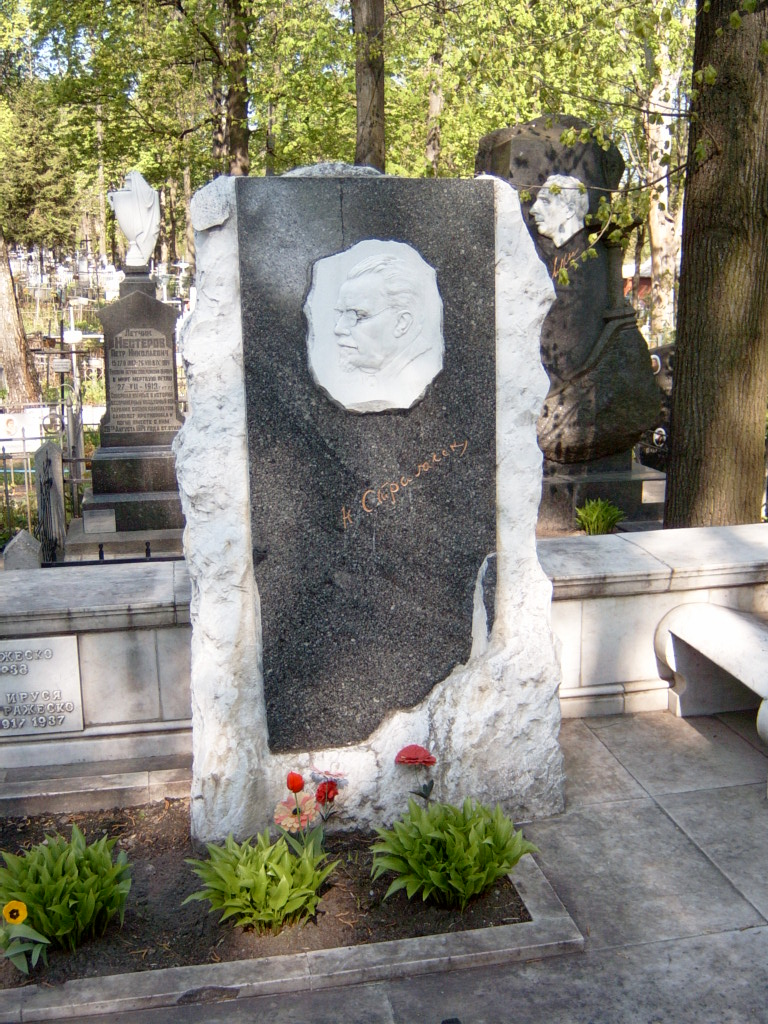
Надгробок Миколи Стражеска. Автори нагробка — скульптор І.Кавалерідзе, арх. А.Милецький, ділянка 13

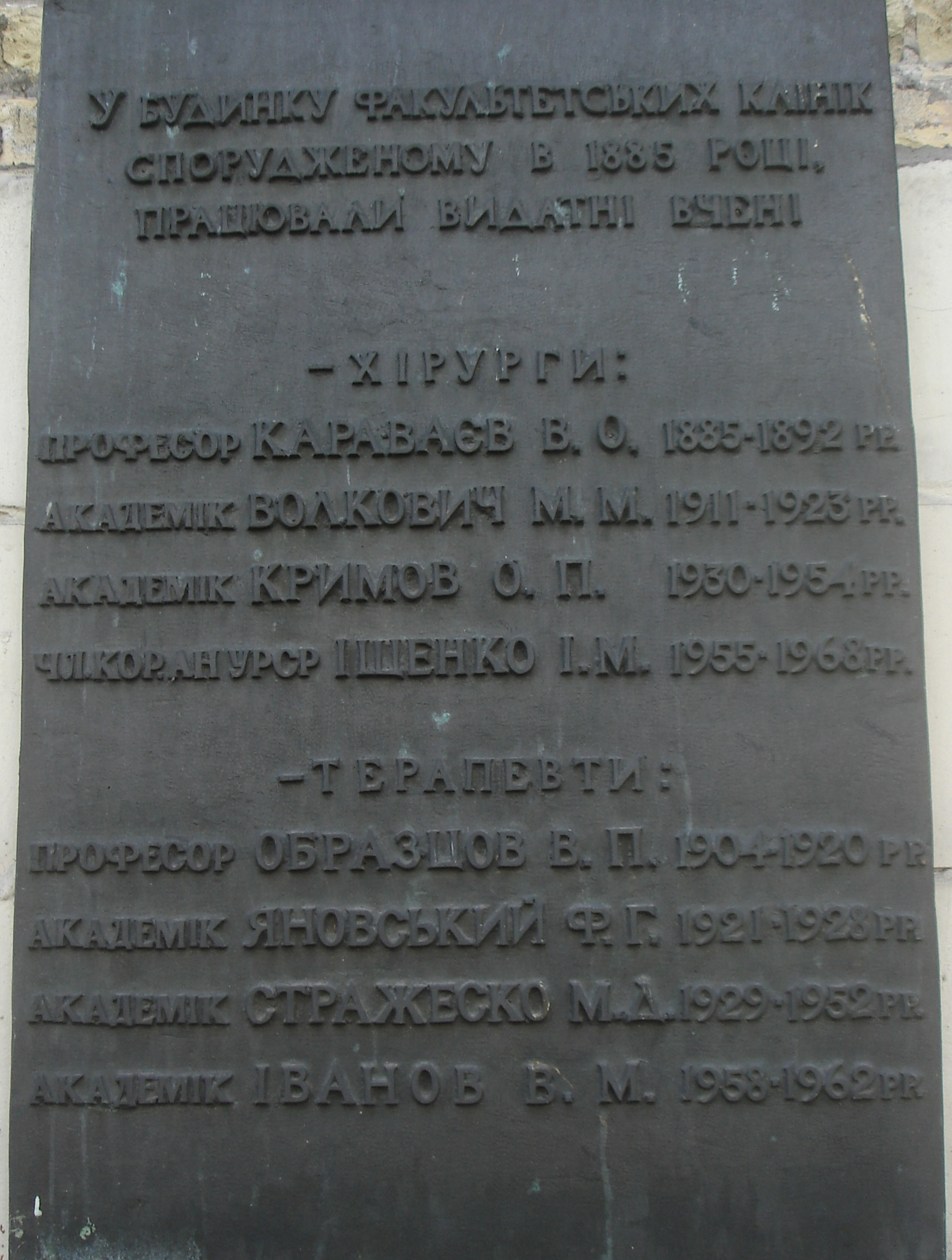
Меморіальна дошка видатним хірургам і терапевтам Київського медичного інституту. Встановлена на будинку факультетських клінік Київського медичного інституту (Київ, бульвар Тараса Шевченка, 17). Викрадена 2016 року.

Помер 27 червня 1952 року. Похований у Києві на Лук'янівському цвинтарі (ділянка № 13-1, ряд 3, місце 13). Надгробок з білого мармуру у вигляді стели, до якої прикріплена дошка з сірого граніту з барельєфом Миколи Стражеска. Напис «Н. Стражеско». З тилу напис: «Академик Н. Д. Стражеско. 1876—1952». Автори надгробка архітектор Авраам Мілецький і скульптор Іван Кавалерідзе; встановлений у 1953 році. Поруч поховання дочки науковця та його дружини.

## Наукова діяльність
1909 року спільно з Василем Образцовим уперше у світі поставив прижиттєвий діагноз тромбозу судин серця.
Особливу увагу приділяв клінічно-експериментальному вивченню патології органів кровообігу, розробив вчення про функціональну недостатність кровообігу, спільно з В. Василенком створив класифікацію недостатності кровообігу.
Автор більш ніж 100 наукових праць з різноманітних питань клініки й лікування внутрішніх хвороб. В опублікованій ним спільно з Василем Образцовим статті «Симптомологія та діагностика тромбозу вінцевих артерій серця» (1910), уперше у світі було дано розгорнутий опис різних клінічних форм інфаркту міокарда та виявлено його основну патогенетичну ланку, що принесло йому світове визнання.
Монографії:
- «Основи фізіологічної діагностики захворювань черевної порожнини» (1924);
- «Основи фізичної діагностики захворювань порожнини шлунка» (1924) та інші.

## Пам'ять
Його ім'я носить Національний науковий центр «Інститут кардіології імені академіка М. Д. Стражеска» в Києві. У його приміщенні на вулиці Святослава Хороброго, 5 міститься меморіальний музей науковця. Поруч з інститутом у 1977 році встановлено пам'ятник академіку (бронза, лабрадорит; скульптор Іван Шаповал, архітектор Ірфан Шемседінов).
У 1961 році в Жовтневому (тепер Солом'янському) районі міста Києва на честь Миколи Стражеска названо вулицю (колишня Любецька).
У Києві академіку встановлено дві меморіальні дошки:
- на фасаді будинку по вулиці Саксаганського, 75, де раніше містився Український науково-дослідний інститут клінічної медицини імені М. Д. Стажеска (мармур, встановлена 5 березня 1954 року, архітектор Ісроель Шмульсон; замінена в 1975 році на гранітну)[5];
- на фасаді будинку № 48-а по Володимирській вулиці, де в 1943—1952 роках проживав науковець (мармур, відкрита в 1954 році, архітектор Ісроель Шмульсон; замінена в 1992 році; бронза; барельєф; скульптор Микола Рапай, архітектор Віктор Єлизаров)[6].

З 1991 року НАН України щорічно присвоює Премію НАН України імені М. Д. Стражеска за видатні наукові роботи в галузі лікування внутрішніх хвороб, кардіології. Існує Медаль М. Д. Стражеска «За заслуги в охороні здоров'я».
Класифікація серцевої недостатності названа на честь її розробників Миколи Стражеска та Володимира Василенка. Стетоскоп Стражеска виставлено в Національному музеї історії України.
2006 року Національний банк України викарбував і ввів до обігу пам'ятну монету на честь Миколи Стражеска номіналом 2 гривні.